# Ines Roessink
Ines Roessink (Heino, 20 maart 1992) is een Nederlands voetbalster die sinds 2011 uitkomt voor SV Saestum.

## Carrière

### Jeugd
Roessink begon haar voetbalcarrière bij VV Heino. In 2007 ging ze daarnaast ook bij FC Twente in de jeugd voetballen. Doordeweeks trainde ze bij FC Twente en Heino. In het weekend speelde ze met Heino dan een wedstrijd in competitieverband en met FC Twente speelde ze af en toe een oefenwedstrijd. In de zomer van 2008 verliet ze Heino om met de B3 van FC Twente in competitieverband te gaan spelen.

### FC Twente
In de tweede seizoenshelft van seizoen 2008/09 maakte Roessink haar debuut in het eerste elftal van FC Twente. In de competitiewedstrijd tegen Roda JC viel ze in de 60e minuut in voor Lorca Van De Putte. Uiteindelijk speelde Roessink drie competitieduels en één bekerduel. Aan het eind van het seizoen kreeg ze te horen dat ze in seizoen 2010/11 teruggeplaatst werd naar het beloftenelftal. In de zomer van 2011 verliet ze Twente voor SV Saestum.

## Statistieken
| Seizoen         | Club            |                    | Competitie      | Competitie | Competitie | Beker | Beker | Internationaal | Internationaal | Overig | Overig | Totaal | Totaal |
| Seizoen         | Club            | Wed.               | Competitie      | Dlp.       | Wed.       | Dlp.  | Wed.  | Dlp.           | Wed.           | Dlp.   | Wed.   | Dlp.   |        |
| --------------- | --------------- | ------------------ | --------------- | ---------- | ---------- | ----- | ----- | -------------- | -------------- | ------ | ------ | ------ | ------ |
| 2008/09         | FC Twente       | Vlag van Nederland | Eredivisie      | 1          | 0          | 1     | 0     | -              | -              | -      | -      | 2      | 0      |
| 2009/10         | FC Twente       | Vlag van Nederland | Eredivisie      | 3          | 0          | 1     | 0     | -              | -              | -      | -      | 4      | 0      |
| Carrière totaal | Carrière totaal | Carrière totaal    | Carrière totaal | 4          | 0          | 2     | 0     | 0              | 0              | 0      | 0      | 6      | 0      |

Bijgewerkt op 20 mei 2010 14:51 (CEST)